# Torre dei Baldovinetti
La torre dei Baldovinetti è un antico edificio civile del centro di Firenze, situato in Borgo Santi Apostoli 4r all'angolo con via Por Santa Maria 21r.
La torre appare nell'elenco redatto nel 1901 dalla Direzione Generale delle Antichità e Belle Arti, quale edificio monumentale da considerare patrimonio artistico nazionale.

## Storia

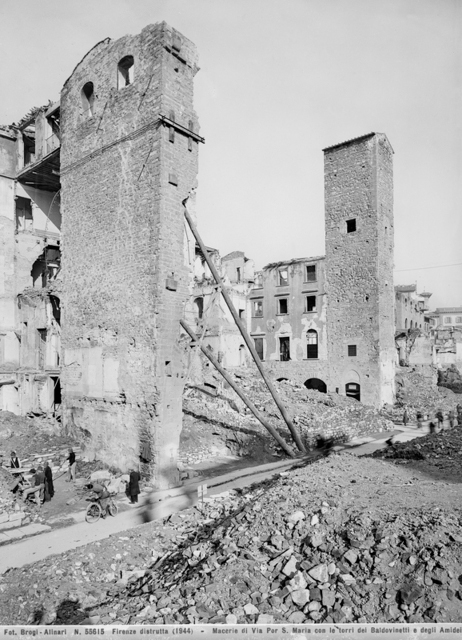
Macerie di via Por Santa Maria con le torri degli Amidei e dei Baldovinetti, dopo le esplosioni del 1944

La torre, che veniva chiamata anche "del Bigo", è annessa alla casa che determina la cantonata con borgo Santi Apostoli. Fu probabilmente costruita nel XII secolo e appartenne ai conti Guidi, che avevano numerosi edifici in questa zona. Almeno dal Seicento è documentata come abitata dalla famiglia Baldovinetti (discesa proprio dai Guidi), passò poi ai Salvetti e quindi ai Piacenti, che la possedevano negli anni di Federico Fantozzi, e ancora ai Pandolfini (nel 1904). 
Fu così descritta da Guido Carocci nel suo Illustratore fiorentino: "La torre appartenne per il corso dei secoli ai Baldovinetti insieme alla vicina casa e ad un grandioso palagio del quale restano tuttora le tracce nella casa al n. 2 in Borgo SS. Apostoli. In origine tutto questo ceppo di case, con questa ed altre torri delle quali sussistono presentemente appena pochi resti in via delle Terme, erano dei Guidi, potente famiglia di parte Ghibellina. Nel 1204 un ramo dei Guidi, si staccò dalla famiglia; da un Baldovinetto trasse il nuovo nome, si fece di popolo e poi di Parte Guelfa, acquistando in breve autorità e potenza. Per il corso non interrotto di sei secoli torre e palazzo non uscirono mai dal possesso di quella famiglia della quale ricordano la storia gloriosa ed i personaggi illustri e benemeriti". 
Durante le distruzioni operate nella zona dalle truppe tedesche in ritirata nella notte del 3 agosto del 1944 la fabbrica resistette fortunosamente alle esplosioni, grazie alla sua posizione arretrata e alla massiccia muratura: "le mine la spogliarono dalle costruzioni d'attorno, e la resero dritta e pulita, come uno stollo, sul quale fu più agevole un accurato restauro". Tale restauro, resosi necessario per le pericolose lesioni determinate dai violenti spostamenti d'aria provocati dalle esplosioni, fu condotto tra il 1945 e il 1946, su incarico della Soprintendenza ai Monumenti di Firenze, dall'architetto Nello Baroni, al quale si devono la maggior parte degli interventi di ripristino sulle torri trecentesche danneggiate di qua e di là d'Arno.

## Descrizione

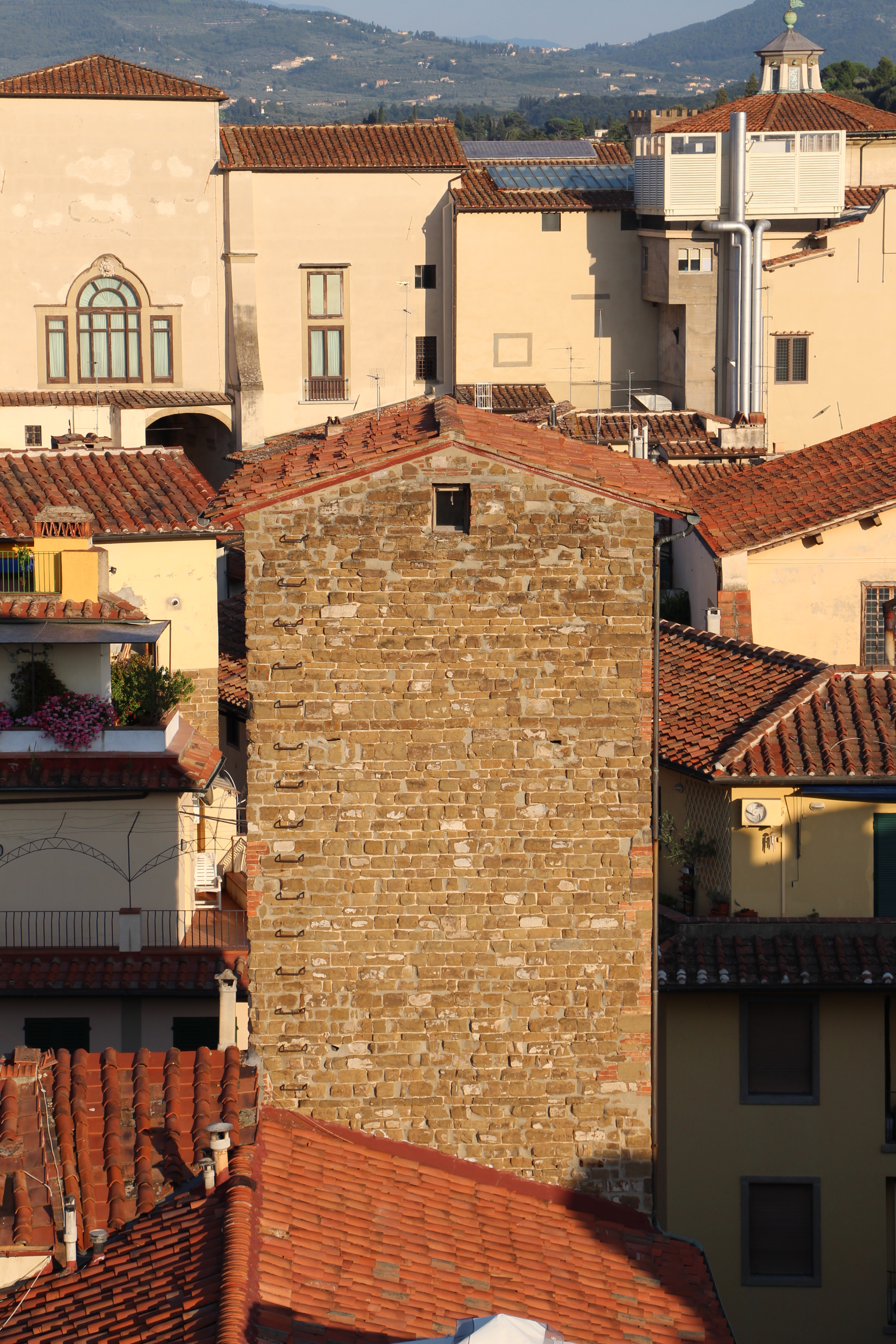
La torre nel panorama cittadino

Come la descrisse Carocci, è una costruzione "solidissima", con grosse mura rivestite di filaretto, senza ornamentazioni, senza cornici di ricorso, con poche e strette finestrelle destinate a portare un modesto raggio di luce nei diversi ripiani. Al primitivo coronamento merlato che è stato distrutto, è oggi sostituita una semplice tettoia. 
Il paramento di pietra è regolare fino a circa 5 metri di altezza, dopodiché è sbozzato in maniera più grezza; una finestra di forma quadrata con inferriate si trova al di sopra della porta, mentre nella parte più alta, quasi al termine della torre, un'altra finestra di forma quadrata risulta essere di più recente costruzione. Il portale al piano terreno (oggi accesso a un esercizio commerciale) è sormontato da un arco a doppia ghiera, cioè formato da due archi sovrapposti, uno molto ribassato e uno più alto. 
Il fronte prospettante in direzione di Por Santa Maria è pressoché compatto ed è caratterizzato soltanto dalla presenza di tre piccole finestrelle di forma quadrata, di cui la prima caratterizzata dalla presenza di un alto architrave in pietra e da un piccolo archivolto.

## Bibliografia

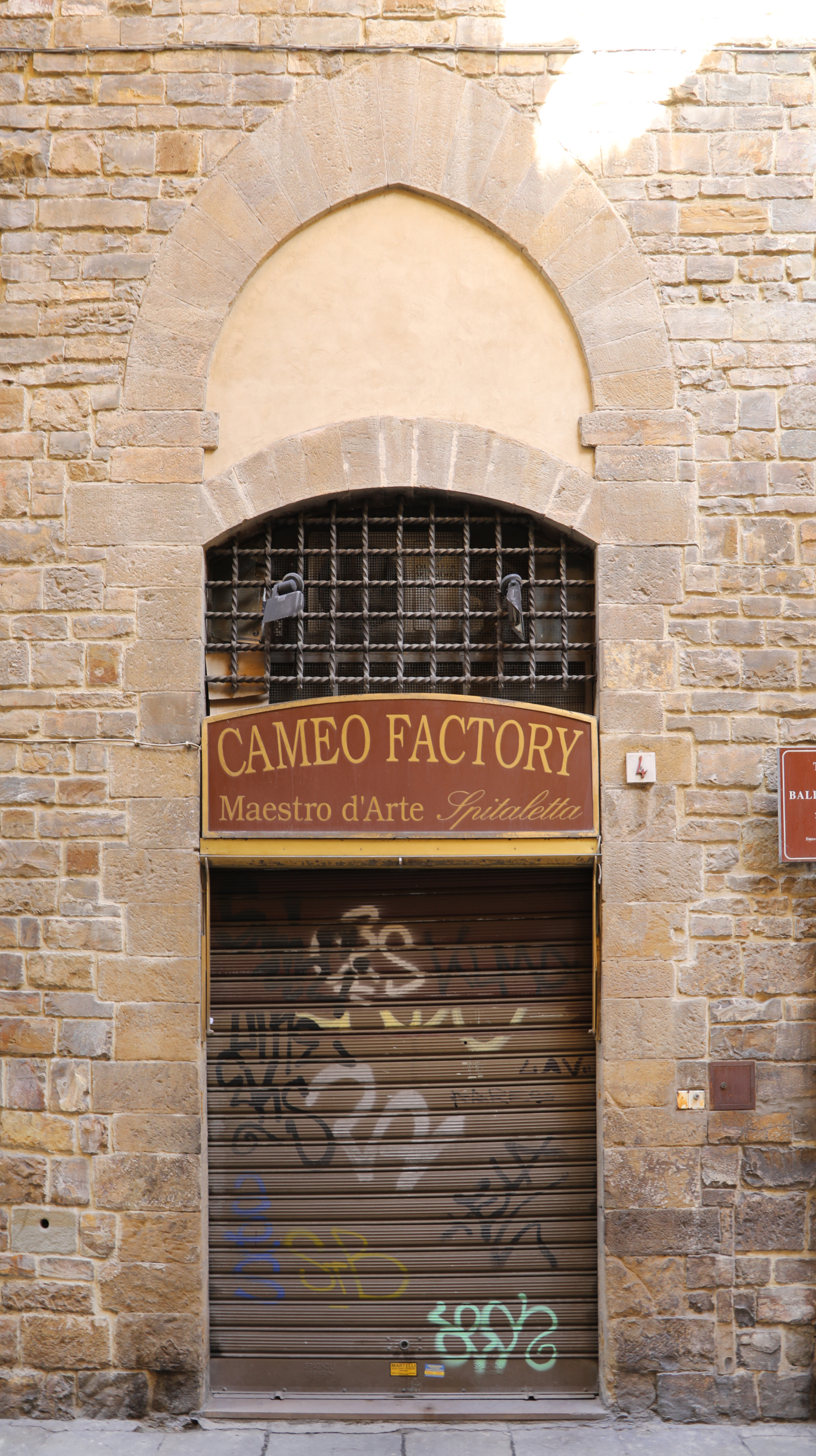
Portale